# Всекарельский съезд Советов
Всекаре́льский съезд Советов — центральный орган власти в Карельской трудовой коммуне в 1921—1923 годах, затем в Автономной Карельской ССР в 1923—1937 годах.
После принятия Конституции Карельской АССР в июне 1937 новым центральным органом власти был определён Верховный Совет КАССР (Выборы в Верховные Советы РСФСР и Карельской АССР состоялись в июне 1938 года).

## Всекарельские съезды Советов
| №                                           | Дата                               | Место проведения | Количество депутатов | Основные решения/события |
| ------------------------------------------- | ---------------------------------- | ---------------- | -------------------- | --- |
| I Всекарельский съезд Советов               | 11 - 19 февраля 1921               | Петрозаводск     | 144                  | На съезде было принято положение о высшем органе власти Карельской трудовой коммуны - Карисполкоме. Его председателем был избран Эдвард Гюллинг. |
| II Всекарельский съезд Советов              | со 2 октября 1921                  | Петрозаводск     |                      | |
| III Всекарельский съезд Советов             | со 2 октября 1923                  | Петрозаводск     |                      | |
| IV Всекарельский съезд Советов              | 10—15 октября 1923 года            | Петрозаводск     |                      | Съезд избрал высшие органы государственного управления образованной Автономной Карельской ССР — Центральный исполнительный комитет АКССР (КарЦИК): Председатель КарЦИК IV созыва — А. В. Шотман, секретарь КарЦИК IV созыва — Н. А. Ющиев и Совет народных комиссаров АКССР — председатель Э. А. Гюллинг. |
| V Всекарельский съезд Советов               | 15—21 декабря 1924 года            | Петрозаводск     |                      | Председатель КарЦИК V созыва — А. Ф. Нуортева, секретарь КарЦИК V созыва — Н. А. Ющиев (до 15 октября 1925 года), В. П. Антипов (с 15 октября 1925 года). |
| VI Всекарельский съезд Советов              | 5—11 января 1926 года              | Петрозаводск     |                      | Председатель КарЦИК VI созыва — А. Ф. Нуортева, и. о. секретаря КарЦИК VI созыва — В. П. Антипов. |
| VII Всекарельский съезд Советов             | 28 марта—4 апреля 1927 года        | Петрозаводск     |                      | Председатель КарЦИК VII созыва — А. Ф. Нуортева, секретарь КарЦИК VII созыва — Ф. Е. Поттоев. |
| VIII Всекарельский съезд Советов            | 8—18 января 1929 года              | Петрозаводск     |                      | Председатель КарЦИК VIII созыва — Н. А. Ющиев, секретарь КарЦИК VIII созыва — Ф. Е. Поттоев. |
| IX Всекарельский съезд Советов              | 16—23 февраля 1931 года            | Петрозаводск     |                      | Председатель КарЦИК IX созыва — Н. А. Ющиев, секретарь КарЦИК IX созыва — И. Э. Хейкконен |
| X Всекарельский съезд Советов               | 5 - 12 января 1935                 | Петрозаводск     |                      | Председатель КарЦИК X созыва — Н. В. Архипов, секретарь КарЦИК X созыва — И. Э. Хейкконен |
| XI Всекарельский Чрезвычайный съезд Советов | 16—18 ноября 1936, 15—17 июня 1937 | Петрозаводск     |                      | Съезд утвердил Конституцию Карельской АССР. Председатель КарЦИК XI созыва — Н. В. Архипов (арестован в сентябре 1937), М. В. Горбачёв, секретарь КарЦИК XI созыва — И. Э. Хейкконен (арестован в сентябре 1937)                                                                                           |

XI Всекарельский Чрезвычайный съезд Советов был созван для обсуждения проектов Конституций СССР и Автономной Карельской ССР. Съезд начал работу 16 ноября 1936 года и продолжил её в июне 1937 года.
Председатель СНК КАССР П. И. Бушуев, делавший основной доклад на съезде, отметил, что в обсуждении проекта союзной Конституции участвовало 170 тысяч трудящихся республики, которые внесли 979 дополнений и изменений в текст документа. Проект Конституции СССР был назван «крупнейшим вкладом в сокровищницу марксизма-ленинизма» и единодушно одобрен. Участники прений от каждого района республики тщательно отбирались. Любопытно, что в списках выступающих фиксировалась не только партийность, общественные поручения каждого оратора, но и процент выполнения им производственных норм. Съезд поставил перед советами задачу воспитания в каждом трудящемся «классовой ненависти к врагам социализма». Неоднократно подчеркивалось, что необходимо «выкорчевывать врагов, под какой маской они бы не находились».
Принятие Конституции СССР 5 декабря 1936 года и Конституции РСФСР 21 января 1937 года позволило решить задачу разработки конституции Карельской АССР.
Президиум ЦИК постановлением от 15 апреля 1937 года принял решение опубликовать проект Конституции на русском, финском и карельском языках, а для рассмотрения проекта созывался Чрезвычайный XI съезд Советов Карельской АССР. Конституционная комиссия отмечала, что на заседании съезда необходимо голосовать по каждой статье и каждая статья должна быть зачитана на трех языках.
17 июня 1937 года XI Всекарельский съезд Советов утвердил Конституцию КАССР, написанную в полном соответствии с союзным Основным законом.